# 尾岱沼温泉
尾岱沼温泉（おだいとうおんせん）は、北海道野付郡別海町にある温泉。野付湾沿いの市街地に温泉施設が点在している。

## 泉質
- ナトリウム-塩化物泉、アルカリ性単純温泉
  - 泉温：40〜53℃
  - 無色透明。源泉掛け流し、一部加水あり。

## 温泉地
北方領土に近い野付半島の反対側の市街地に宿泊施設が数軒、日帰り入浴施設「公衆浴場浜の湯」が1軒存在する。宿泊施設では地元で採れた魚介類が提供されている。
「公衆浴場浜の湯」はナトリウム-塩化物泉と単純温泉の2種類の泉質が楽しめる。一部の施設では野付湾を眺めながら、入浴可能。

## 歴史
- 1954年（昭和29年）、「湯元戸田旅館」（現・野付湯元うたせ屋）が開業。
- 1982年（昭和57年）、「公衆浴場浜の湯」の敷地内で水確保のため、掘削したところ、地下300メートルから温泉が湧出した[1]。
- 1991年（平成3年）、「尾岱沼温泉シーサイドホテル」が開業[2]。
- 2008年（平成20年）、「湯元戸田旅館」が「野付湯元うたせ屋」へ名称変更、リニューアルオープン[3]。

## アクセス
鉄道
- JR根室本線・釧路駅より阿寒バス羅臼行きで160分。標津バスターミナル乗換、白鳥台行きで20分、バス停「尾岱沼」下車[4]。

飛行機・車
- 中標津空港から国道272号経由、車で50分。